# St. Pankratius (Berghofen)

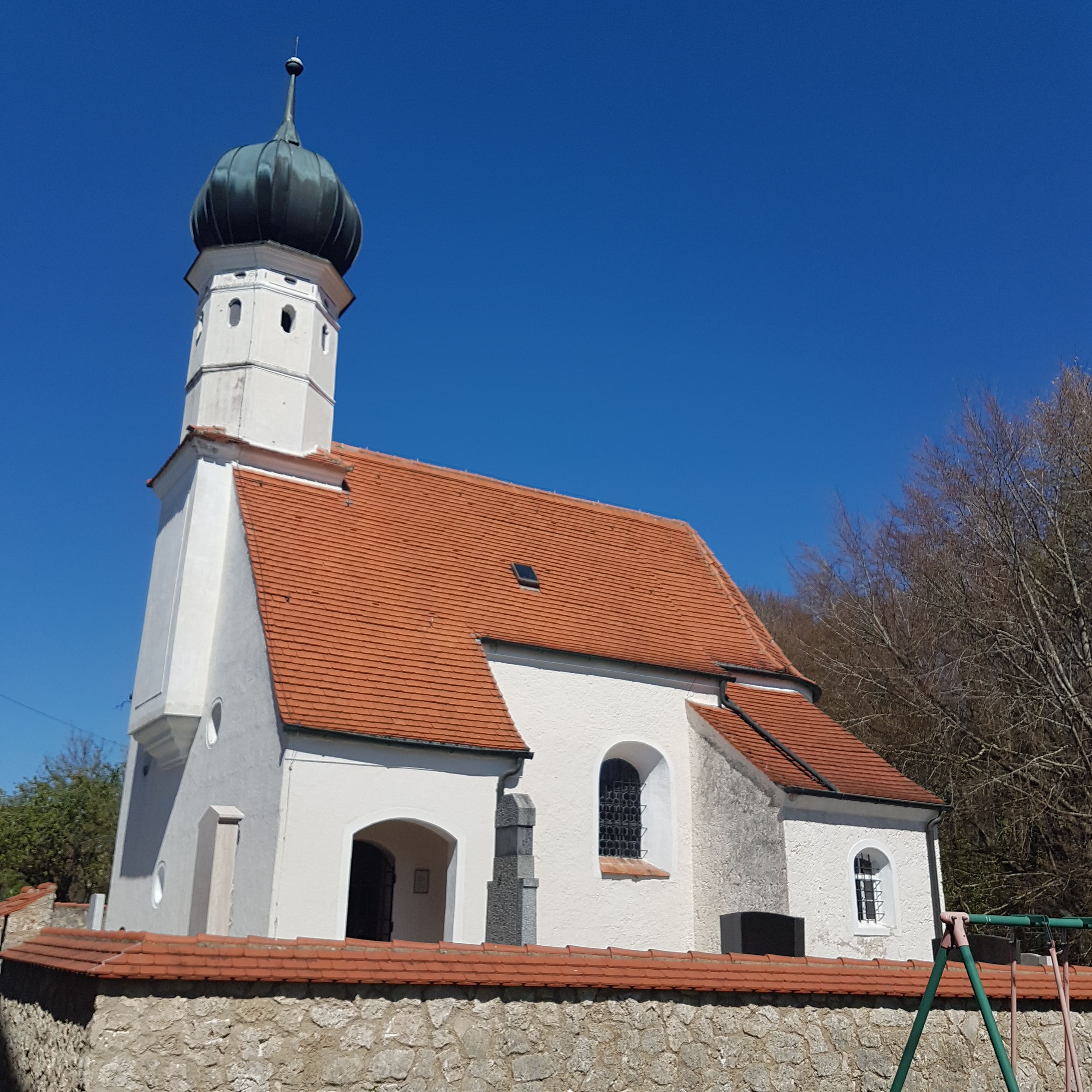
St. Pankratius in Berghofen

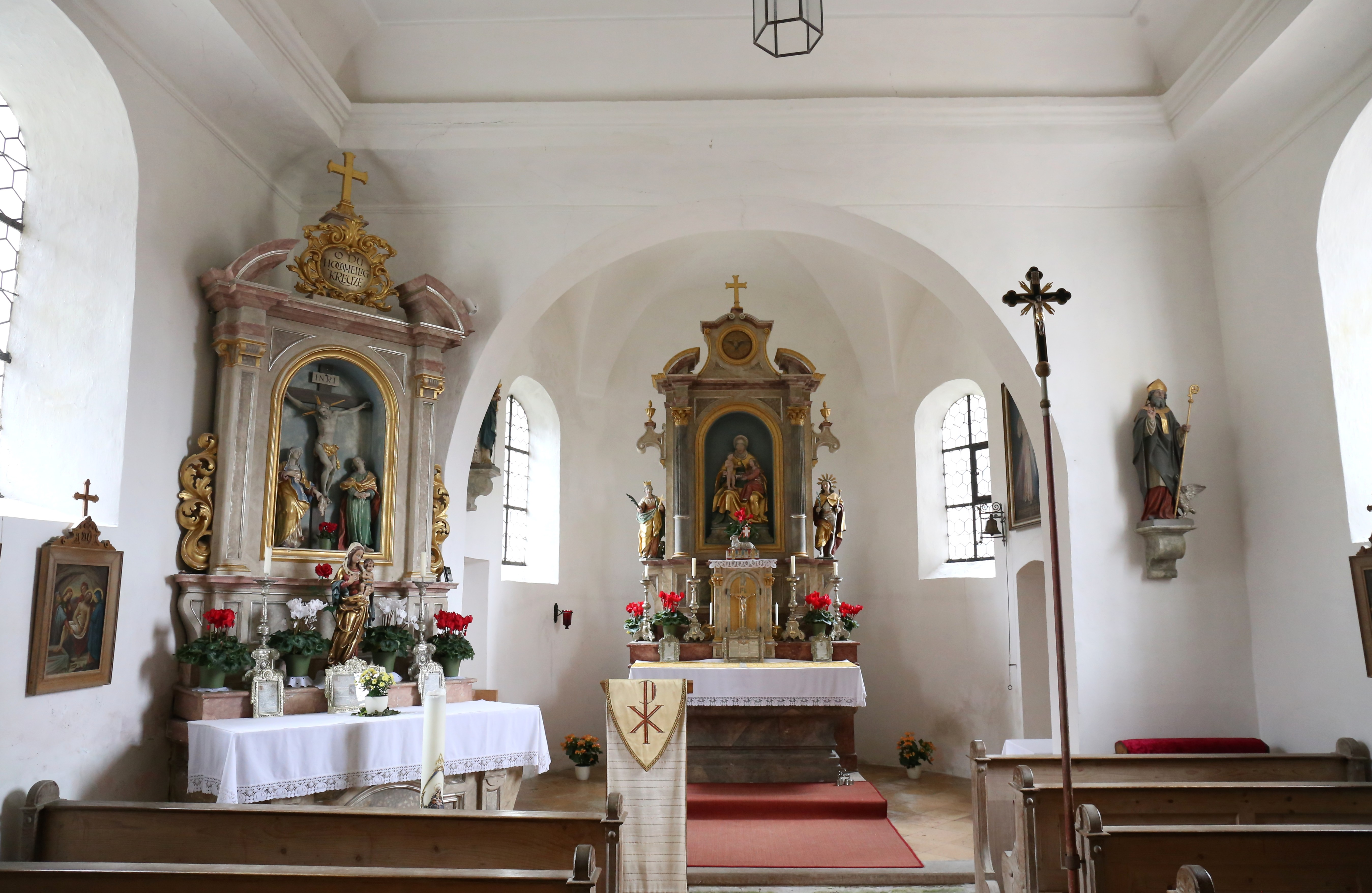
Innenraum

Die römisch-katholische Filialkirche St. Pankratius steht in Berghofen, einem Gemeindeteil von Moosach im oberbayerischen Landkreis Ebersberg. Das Bauwerk ist in der Liste der Baudenkmäler in Moosach unter der Nr. D-1-75-128-6 eingetragen. Die Kirche gehört zum Dekanat Ebersberg im Erzbistum München und Freising.

## Beschreibung
Die spätromanische Saalkirche wurde um 1200 erbaut. Sie besteht aus einem Langhaus und einem eingezogenen, halbrunden Chor im Osten. Der achteckige Giebelreiter im Westen aus der Zeit  um 1700 ist mit einer Zwiebelhaube bedeckt. Die Sakristei befindet sich an der Südwand des Chors. Ein offener Anbau unter dem Schleppdach im Südwesten des Langhauses führt zum Portal. 
Der Chorraum ist mit einem Stichkappengewölbe überspannt. Das Altarretabel des Hochaltars enthält einen Bildstock mit einer Darstellung der Anna selbdritt.

## Orgel
Die Orgel mit vier Registern auf einem Manual und Pedal wurde 1858 von Jakob Müller erbaut. Die Disposition des rein mechanischen Schleifladen-Instruments lautet:
| Manual C–f3 |    |
| Gedeckt     | 8′ |
| Gamba       | 8′ |
| Fugara      | 4′ |
| Flöte       | 4′ |

| Pedal C–f |
| angehängt |